# 지브로이드

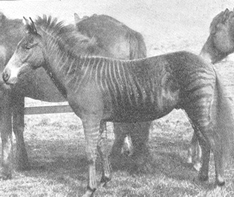

지브로이드(zebroid)는 얼룩말과 다른 말속 동물과의 교잡종이다. 대부분의 지브로이드는 일반적으로 얼룩말이 아버지의 계통이다.

## 종류
졸스(Zorse) - 얼룩말과 말의 교잡종이다.
조니(Zony) - 얼룩말과 조랑말의 교잡종이다.
종키(Zonkey) - 수얼룩말과 암탕나귀의 교잡이다.
덩크라(Donkra) 암얼룩말과 수탕나귀의 교잡이다.

## 같이 보기
- 버새
- 노새